# Île Crescent
L'île Crescent est une île de Colombie-Britannique sur le fleuve Fraser.

## Géographie
Elle se situe au Nord-ouest de Whonnock et au Sud-ouest de Glen Valley. Elle s'étend sur environ 4 km de longueur et 300 m de largeur.